# Dendrocerus acrossopteryx
Dendrocerus acrossopteryx är en stekelart som beskrevs av Paul Dessart 1985. Dendrocerus acrossopteryx ingår i släktet Dendrocerus och familjen trefåresteklar. Inga underarter finns listade i Catalogue of Life.